# BBS7

## وصف
BBS7‏ (Bardet-Biedl syndrome 7) هوَ بروتين يُشَفر بواسطة جين BBS7 في الإنسان.